# Mesogobius nigronotatus
A Mesogobius nigronotatus a csontos halak (Osteichthyes) főosztályának a sugarasúszójú halak (Actinopterygii) osztályába, ezen belül a sügéralakúak (Perciformes) rendjébe, a gébfélék (Gobiidae) családjába és a Benthophilinae alcsaládjába tartozó faj.

## Előfordulása
Az ázsiai Mesogobius nigronotatus előfordulási területe a Kaszpi-tengerben van.

## Megjelenése
Ez a hal legfeljebb 6 centiméter hosszú.

## Életmódja
A Mesogobius nigronotatus mérsékelt övi, brakkvízi gébféle. Fenéklakó hal, amely akár 43 méter mélyre is lehatol.